# Каменці (Ігринський район)
Ка́менці (рос. Каменцы) — присілок в Ігринському районі Удмуртії, Росія.

## Населення
Населення — 5 осіб (2010; 8 в 2002).
Національний склад станом на 2002 рік:
- росіяни — 75 %

## Урбаноніми[3]
- вулиці — Ключова, Полунична